# Œ̆
Cette page contient des caractères spéciaux ou non latins. S’ils s’affichent mal (▯, ?, etc.), consultez la page d’aide Unicode.
Œ̆ (minuscule : œ̆), ou E-dans-l’O brève, est une lettre latine utilisée dans certaines romanisations de l’alphasyllabaire khmer. Elle est composée de la lettre E-dans-l’O diacritée d’une brève.

## Utilisation
Le E-dans-l’O brève ‹ œ̆ › est utilisé dans les romanisations de l’alphasyllabaire khmer du GENUNG (Groupe d’experts des Nations unies pour les noms géographiques) et du BGN/PCGN (1972) pour transcrire la voyelle courte œ̆ ‹ ឹ ›.

## Représentations informatiques
Le E-dans-l’O brève peut être représenté avec les caractères Unicode suivants :
- décomposé (latin de base, diacritiques) :

| formes    | représentations | chaînes de caractères | points de code | descriptions                                 |
| --------- | --------------- | --------------------- | -------------- | -------------------------------------------- |
| capitale  | Œ̆               | Œ◌̆                    | U+0152 U+0306  | lettre majuscule latine oe diacritique brève |
| minuscule | œ̆               | œ◌̆                    | U+0153 U+0306  | lettre minuscule latine oe diacritique brève |